# Drillia cunninghamae
Drillia cunninghamae é uma espécie de gastrópode do gênero Drillia, pertencente a família Drilliidae.